# Маверикс
Маверикс (англ. Mavericks) — это экстремальное место для сёрфинга в северной Калифорнии, примерно в 3 км от берега возле гавани Пиллар Пойнт, к северу от города Хаф Мун Бэй в деревне Принстон-бай-зе-Си. В этом месте после сильного зимнего шторма в северной части Тихого океана волны могут вырастать в высоту более 8 метров и доходить до 20 метров. Образование этих огромных волн вызвано необычной формой подводного рельефа.

Волна Маверикс очень опасная, поэтому подходит только для самых опытных и лучших серферов в мире. Она входит в так называемую "большую тройку" самых больших и сложных волн на планете, на которых проводят Чемпионат Мира по серфингу на больших волнах "Big Wave Tour". 

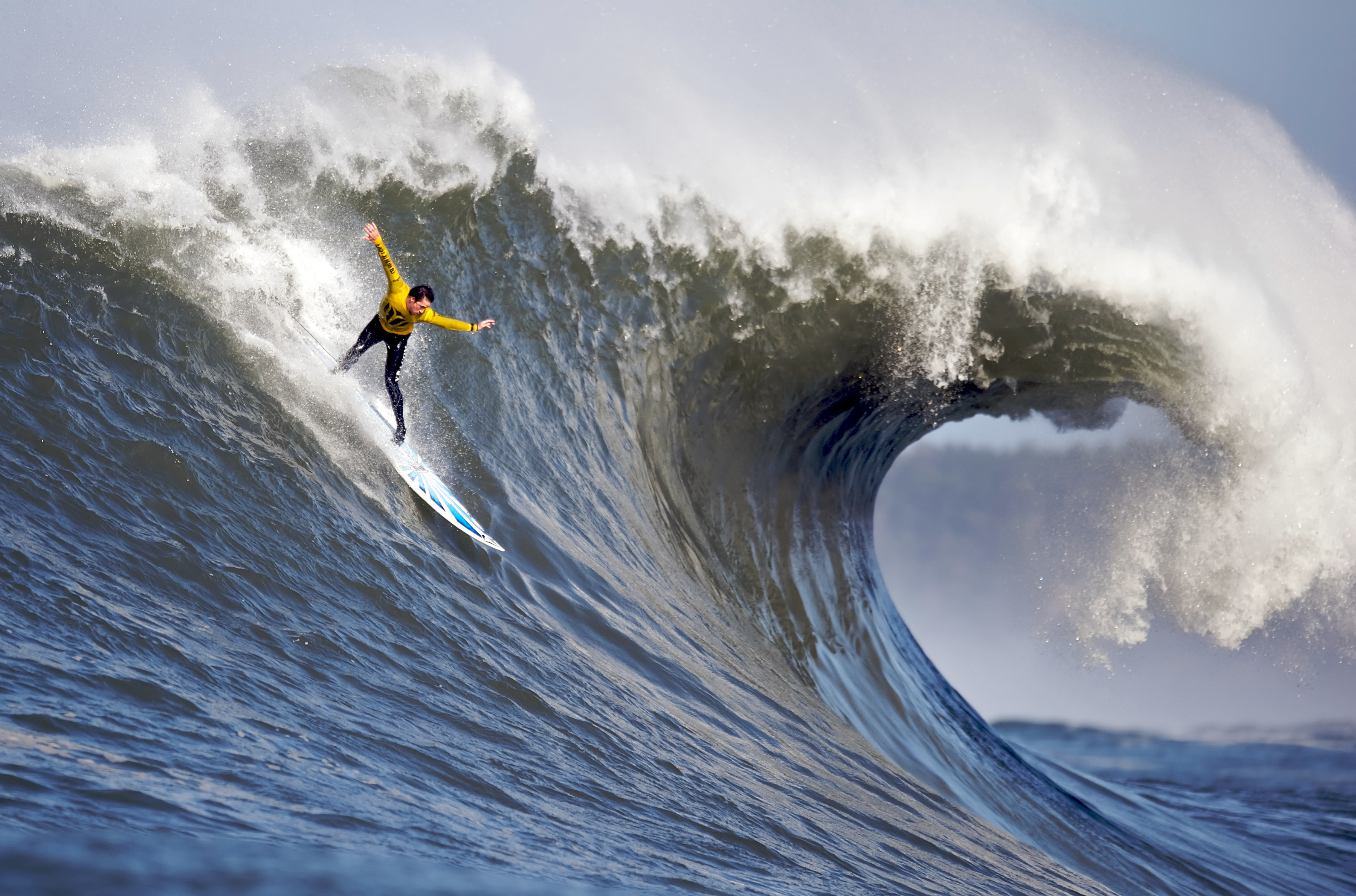
Соревнование 2010 года

## История
Американец Джефф Кларк вырос в Хаф Мун Бэй, наблюдая за Мавериксом из окон средней школы. В то время это место считалось слишком опасным для серфинга. Тогда никто не думал что есть возможность кататься на огромных волнах (как на Гавайах) в Северной Калифорнии. В 1975 году в возрасте 17 лет и с волнами на высотой 20-24 фута (6-7 м) Кларк вышел один на лайнап, чтобы поймать волну. Он поймал множество левых волн, став тем самым первым документально подтвержденным серфером, открывшим это место. Кроме нескольких друзей Кларка, которые гуляли и видели волны Маверикс, никто больше не верил в их существование. По общему мнению, в Калифорнии просто не было больших волн. Дейв Шмидт (брат легенды серфера больших волн Ричарда Шмидта) и Том Пауэрс, оба из Санта-Круза, были двумя из следующих людей, которые занялись серфингом в Маверикс, занимаясь серфингом с Кларком 22 января 1990 года. Джон Рэймонд из Пасифика, Джохатан Галили из Тель-Авива, Израиль, и Марк Реннекер из Сан-Франциско несколько дней спустя путешествовали на Маверикс. В 1990 году в журнале Surfer была опубликована фотография Маверикс, сделанная другом Кларка Стивом Тадином. Это вызвало огромный интерес к Маверикс и это место стало всемирно известным. В журналах о серфинге стало появляться больше материлов, и вскоре режиссер Гари Медейрос выпустил фильм «Волны приключений в красном треугольнике». С распространением новостей о Маверикс, опытные серферы, которые специализируются на катании по большим волнам стали приезжать туда ловить их.

### Разное
Спортсмен из Санкт-Петербурга Сергей Мысовский первый и единственный из российских серферов, который поймал волну Маверикс в феврале 2019.
В фильме Zoolander, окружение персонажа Оуэна Уилсона включает в себя серферов из Маверикс.

В "Большой тройке" самых огромных волн в мире помимо Маверикс ещё волны на Praia do Norte в Назаре и "Jaws" Пеахи на острове Мауи.

«Покорители волн», биографический фильм 2012 года о серфинге на волне Маверикс Джея Мориарти, в главной роли Джерард Батлер — «Фрости Хессон», Эбигейл Спенсер — «Бренда Хессон», жена Фрости. Джонни Уэстон в роли Джея Мориарти, Элизабет Шу в роли Кристи Мориарти и Ливен Рамбин в роли Ким Мориарти. Впечатляющий дроп с волны Джэя Мориарти в 1994 году привел к появлению этого 16-летнего серфера на страницах The New York Times и на обложке журнала Surfer. Во время съемок фильма 19 декабря 2011 года кинозвезда Батлер пережил около смертельный опыт: на него упала пятиметровая волна. Батлера держало под водой в течение нескольких волн и волочило по камням, пока спасатель не спас его на гидроцикле. Батлер был в сознании, когда его вытащили из воды, и провел следующие шестнадцать часов в Стэнфордском медицинском центре.